# 移行期治療室
移行期治療室（いこうきちりょうしつ、回復期治療室、Growing Care Unit、GGU）とは、急性期治療が終了または集中治療を必要としない新生児が治療される部屋。回復期治療室と呼ぶこともある。英語ではGrowing Care Unitと呼び、日本ではGrowing Care Unitの太文字を取り、GCUと省略することもある。

## 概要
新生児特定集中治療室(NICU)の後方病棟として位置づけられ、NICUでの治療を要する急性期を脱した患者に対する医療ケアを行うとともに退院に向けた家族に対しての支援を行う。
NICUの病床数が不足してる状況でNICUに患者を受け入れるため、本来NICUでのケアが必要な患者がGICUに押し出されているとの指摘もある。

## 設備
診療報酬加算(新生児治療回復室入院医療管理料)の条件として以下が定められている。
- 救急蘇生装置（気管内挿管セット）
- 新生児用呼吸循環監視装置
- 新生児用人工換気装置
- 微量輸液装置
- 経皮的酸素分圧監視装置又は経皮的動脈血酸素飽和度測定装置
- 酸素濃度測定装置
- 光線治療器